# 10326 Kuragano
10326 Kuragano eller 1990 WS2 är en asteroid i huvudbältet som upptäcktes den 21 november 1990 av de båda japanska astronomerna Kazuro Watanabe och Kin Endate vid Kitami-observatoriet. Den är uppkallad efter amatörastronomen Sukehikro Kuragano.
Asteroiden har en diameter på ungefär 4 kilometer och den tillhör asteroidgruppen Nysa.